# لزن
لِزَن (به لاتین: Leysin) یک بخش در سوئیس است که در کانتون وو واقع شده‌است. لزین ۳٬۴۸۶ نفر جمعیت دارد.
در نیمهٔ دوم ۱۳۲۶ ملک‌الشعرای بهار که به بیماری سل مبتلا گشته بود، با استفاده از مرخصی استعلاجی از مجلس، برای معالجه به شهر لِزَن در سوئیس رفت. بهار قصیده به‌یاد وطن معروف به «لِزَنیه» را در همین شهر سرود. اما مضیقهٔ شدید مالی باعث شد که بهار با نیمه‌کاره رها کردن معالجه راهی ایران شود. سفر بهار به سوئیس کمی بیش از یک سال تا اردیبهشت ۱۳۲۸ طول کشید.